# Mecanismo de avance intermitente

Principal acción de una Cruz de Malta o Rueda de Ginebra

Animación de un obturador de disco rotativo. Las persianas giratorias giran delante la puerta del film, permitiendo alternativamente que la luz de la lente golpee la película o la bloquee.

Un mecanismo de avance intermitente es un dispositivo o movimiento que avanza un objeto, red o película de plástico de forma regular, pero manteniéndolo en un mismo sitio. Este proceso se utiliza generalmente dentro del mundo de la industria y la fabricación.
Este movimiento es fundamental para el uso de la película en una cámara de cine o proyector cinematográfico. Esto es debido al contraste de un mecanismo continuo, a través del cual la película está constantemente en movimiento y la imagen se aguanta de manera estable gracias a métodos ópticos y electrónicos. El motivo por el cual el mecanismo de avance funciona para el espectador es debido a un fenómeno llamada persistencia visual.

## Historia
Los mecanismos de avance intermitente fueron primeramente usados en las máquinas de coser para que la tela fuese agujereada correctamente - asegurando que estuviese inmóvil a medida que hace cada punto, mientras se mueve la distancia requerida entre puntos.

## Métodos usados

Mecanismo de avance intermitente en el proyector Soviet Luch-2 8mm, basado en un triángulo de Reuleaux

El mecanismo de avance intermitente debe usarse en sincronización con un obturador de disco rotativo que bloquea la transmisión de la luz durante el movimiento de la película y permite el paso de la luz cuando la película se mantiene a sitio, normalmente con la ayuda de uno o más pasadores. El mecanismo de avance intermitente puede conseguirse de muchas formas, pero normalmente está hecho con ruedas dentadas, zarpas o pasadores acoplados a la cámara o al mecanismo de proyección.
En los proyectores cinematográficos, el movimiento intermitente suele conseguirse gracias a la Rueda de Ginebra (mecanismo de la Cruz de Malta).
Aun así, en una cámara cinematográfica, el movimiento intermitente se consigue a través de un proceso donde el obturador expone el negativo a la luz por una fracción de segundo. Una vez el obturador está totalmente cerrado, una zarpa tira del siguiente fotograma cogiéndolo del agujero de la rueda dentada hacia la obertura de la cámara, y el proceso empieza de nuevo, y de este modo sucesivamente. Un proyector cinematográfico funciona de una manera muy similar.
El período de exposición para la cámara regular en Norteamérica es de 1/48 fracciones de segundo, lo que corresponde con 180 grados. Anteriormente, eran populares los obturadores de 200 grados, cuando el color de la película negativa tenía un ASA de 50. Hoy en día, el color de la película negativa está disponible en un ASA de 500.